# Charles Asampong Taylor
Charles Taylor Asampong nome completo Kweku Charles Bismark Taylor Asampong (Sefwi, 17 giugno 1981) è un calciatore ghanese, attaccante dell'Enugu Rangers.

## Palmarès

### Club

#### Competizioni nazionali
- Ghana Premier League: 6

Hearts of Oak: 2000, 2001, 2002, 2007-2008, 2008-2009
Asante Kotoko: 2003
- Coppa del Ghana: 1

Hearts of Oak: 2000
- Linafoot: 1

TP Mazembe: 2009

#### Competizioni internazionali
- CAF Champions League: 2

Hearts of Oak: 2000
TP Mazembe: 2009
- Supercoppa CAF: 1

Hearts of Oak: 2001

### Individuale
- Calciatore ghanese dell'anno: 1

2002
- Capocannoniere del campionato ghanese: 1

2002 (18 reti, alla pari con Bernard Dong Bortey)